# Kay Moonsamy
Kesval Moonsamy (Durban, 5 de julio de 1926-Durban, 21 de junio de 2017) fue un sindicalista, político y activista contra el apartheid sudafricano. Fue uno de los 156 acusados en el Juicio por Traición de 1956. Se exilió en 1965 y regresó a Sudáfrica en 1991. Moonsamy fue elegido tesorero del Partido Comunista Sudafricano en 1997 y se desempeñó como miembro de la Asamblea Nacional de Sudáfrica por el Congreso Nacional Africano desde 1999 hasta 2009.

## Primeros años de vida
Hijo de un trabajador no abonado, Kesval Moonsamy nació el 5 de julio de 1926 en Durban, entonces parte de la Provincia de Natal de la Unión Sudafricana. Cuando tenía 14 años, se convirtió en trabajador de una fábrica para ayudar a su familia. Pronto se involucró en el movimiento sindical y a los 19 años era presidente del Sindicato de Trabajadores de Cajas, Escobas y Cepillos de Natal. Moonsamy también se había convertido en miembro del Partido Comunista Sudafricano cuando tenía 18 años y 5 años más tarde ganó la elección para el comité de Durban del partido.
Durante el mismo período, Moonsamy también participó en el Congreso Indio de Natal (NIC). Apoyó el liderazgo de Monty Naicker de la facción progresista de la organización y formó parte de la formación del «consejo antisegregación» en oposición al bloque conservador Kajee-Pather de la organización que buscaba centrarse exclusivamente en los problemas de los indios sudafricanos y no estar afiliado al Congreso Nacional Africano (ANC). Moonsamy fue parte de la campaña de reclutamiento que incorporó a 30 000 progresistas a la organización, lo que resultó en el triunfo de la facción progresista sobre el bloque Kajee-Pather. Luego, el NIC unió al Congreso Indio de Transvaal para coordinar la campaña de Resistencia Pasiva de 1946 contra la segregación residencial. Moonsamy y otros 25.000 manifestantes marcharon desde la Plaza Roja hasta un terreno baldío en la intersección de Gale Street y Umbilo Road en Durban el 13 de junio de 1946, desafiando la Ley de Tenencia de Tierras Asiáticas y Representación India de 1946 que prohibía a los indios comprar tierras de no indios excepto en ciertas áreas. Moonsamy fue arrestado cuando cumplió 20 años y sentenciado a cuatro meses en la Prisión Central de Durban.

## Activismo contra elapartheid
El Partido Nacional de Sudáfrica llegó al poder después de su victoria en las elecciones generales de 1948 y comenzó a instituir la política de apartheid. Después de la aprobación de la Ley de Supresión del Comunismo de 1950 que prohibió el Partido Comunista Sudafricano, Moonsamy comenzó a trabajar para las estructuras clandestinas del partido.
En 1956, Moonsamy y otros 155 líderes del Movimiento del Congreso fueron arrestados y acusados de traición. El juicio que se conoció como el Juicio por Traición terminó en 1961 con la absolución de todos los acusados. Moonsamy pasó su tiempo bajo la clandestinidad luego del Estado de Emergencia en 1960. En mayo de 1961, fue uno de los organizadores de la protesta nacional de tres días. Moonsamy recibió una orden de prohibición en 1963 y fue arrestado un mes después de violarla.
A pesar de que a los indios sudafricanos no se les permitió convertirse en miembros del ANC, Moonsamy se exilió en 1965 a pedido del partido. Dejó atrás a su esposa Kendhri y a sus hijos. Recién los volvió a ver en Suazilandia en 1980, quince años después de su exilio. vivió en Botsuana durante tres años antes de ir a la sede del ANC en Lusaka, Zambia, donde ayudó a organizar la Conferencia de Morogoro de 1969 del partido en Morogoro, Tanzania, en la que se abrió la membresía del partido a los sudafricanos de todas las razas.
Moonsamy se convirtió en el principal representante del ANC en 1978 y posteriormente se fue a Nueva Delhi. En 1983, fue elegido tesorero general del Congreso Sudafricano de Sindicatos (SACTU), cargo que ocupó hasta 1987. Se convirtió en el último presidente de SACTU en 1989. Mientras estuvo en Tanzania, Moonsamy ayudó a organizar el Solomon Mahlangu Freedom College. Regresó a Sudáfrica en 1991.

## Después delapartheid
Moonsamy fue elegido tesorero del Partido Comunista Sudafricano en 1997. Tras la dimisión de Limpho Hani como miembro de la Asamblea Nacional de Sudáfrica en agosto de 1999, Moonsamy fue elegido para ocupar su escaño en el parlamento. Continuó sirviendo como miembro del parlamento hasta 2009.
Moonsamy recibió la Orden de Luthuli en 2015.
En junio de 2016, Moonsamy y su compañero activista de la Resistencia Pasiva de 1946, Swaminathan Gounden, se reunieron en la Plaza Roja de Durban, ahora Nichol Square Parkade. La plaza fue el principal lugar de reunión política durante las décadas de 1940 y 1950.

## Muerte
Moonsamy murió el 21 de junio de 2017. Tenía 90 años en el momento de su muerte. Su esposa había muerto en 2011. El presidente Jacob Zuma declaró un funeral oficial provincial especial para Moonsamy e instruyó que la bandera nacional ondeara a media asta en todas las estaciones de bandera en KwaZulu-Natal el día de su funeral. Su funeral se llevó a cabo el 24 de junio de 2017 en el crematorio Clare Estate.